# Domènec Tort i Moratonas
Domènec Tort i Moratonas (Barcelona, 1828? - Sabadell, 17 de març de 1880) fou un teixidor català. Va exercir de dirigent obrer de la Societat de Teixidors de Cotó. Durant la vaga de juliol de 1855, fou empresonat i deportat a Andalusia i després internat en diversos presidis africans.